# Грэм, Катерина
Катерина Александра Хартфорд Грэм (англ. Katerina Alexandrе Hartford Graham), более известная как Кэт Грэм (англ. Kat Graham); род. 5 сентября 1989, Женева, Швейцария) — американская актриса, певица, модель, музыкальный продюсер и танцовщица. Наиболее известна по роли Бонни Беннет из телесериала «Дневники вампира».

## Биография
Родилась в Женеве (Швейцария), когда её отец работал там журналистом. Выросла в Лос-Анджелесе (штат Калифорния, США).
Её отец — либериец Джозеф, а мать — еврейка Наташа с русскими и польскими корнями. Отец Грэм был музыкальным руководителем и крестным отцом двоих детей продюсера Куинси Джонса. Её дед был послом ООН в Либерии.
Её родители развелись, когда ей было 5 лет. У неё есть сводный брат Яков, родившийся в Тель-Авиве, Израиль. Грэм воспитывалась в еврейской религии своей матери и посещала еврейскую школу.
Она начала свою карьеру с комедии «Ловушка для родителей» с Линдси Лохан в 1998 году. В дальнейшем была активна на телевидении, а также появилась в нескольких фильмах, среди которых «Папе снова 17» (2009) с Заком Эфроном и «Соседка по комнате» (2010). В 2011 году получила главную роль в фильме «Лапочка 2: Город танца». Наиболее известной её сделала роль Бонни Беннет в сериале «Дневники вампира».
Благодаря своему многоязычному воспитанию Грэм владеет английским, французским и испанским языками, а также немного ивритом и португальским.
Она вела вместе с Дипаком Чопрой коллективный подкаст Consciousness с 2019 по 2020 год.
Грэм является веганкой с 2012 года, ранее она была вегетарианкой.
С 2017 года Грэм проживает в Атланте, штат Джорджия, ранее проживала в районе Голливуд-Хиллз в Лос-Анджелесе.

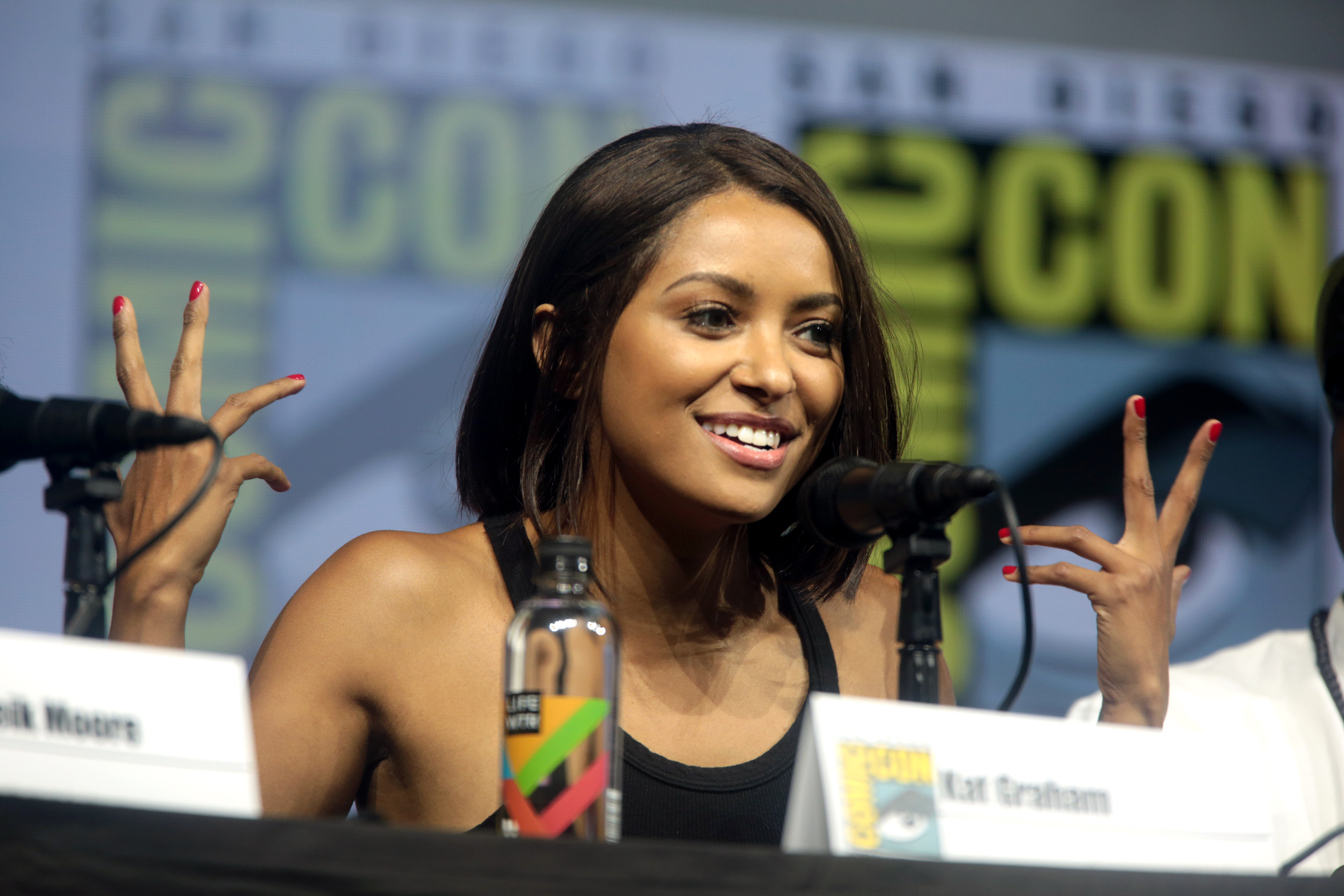
Катерина Грэм

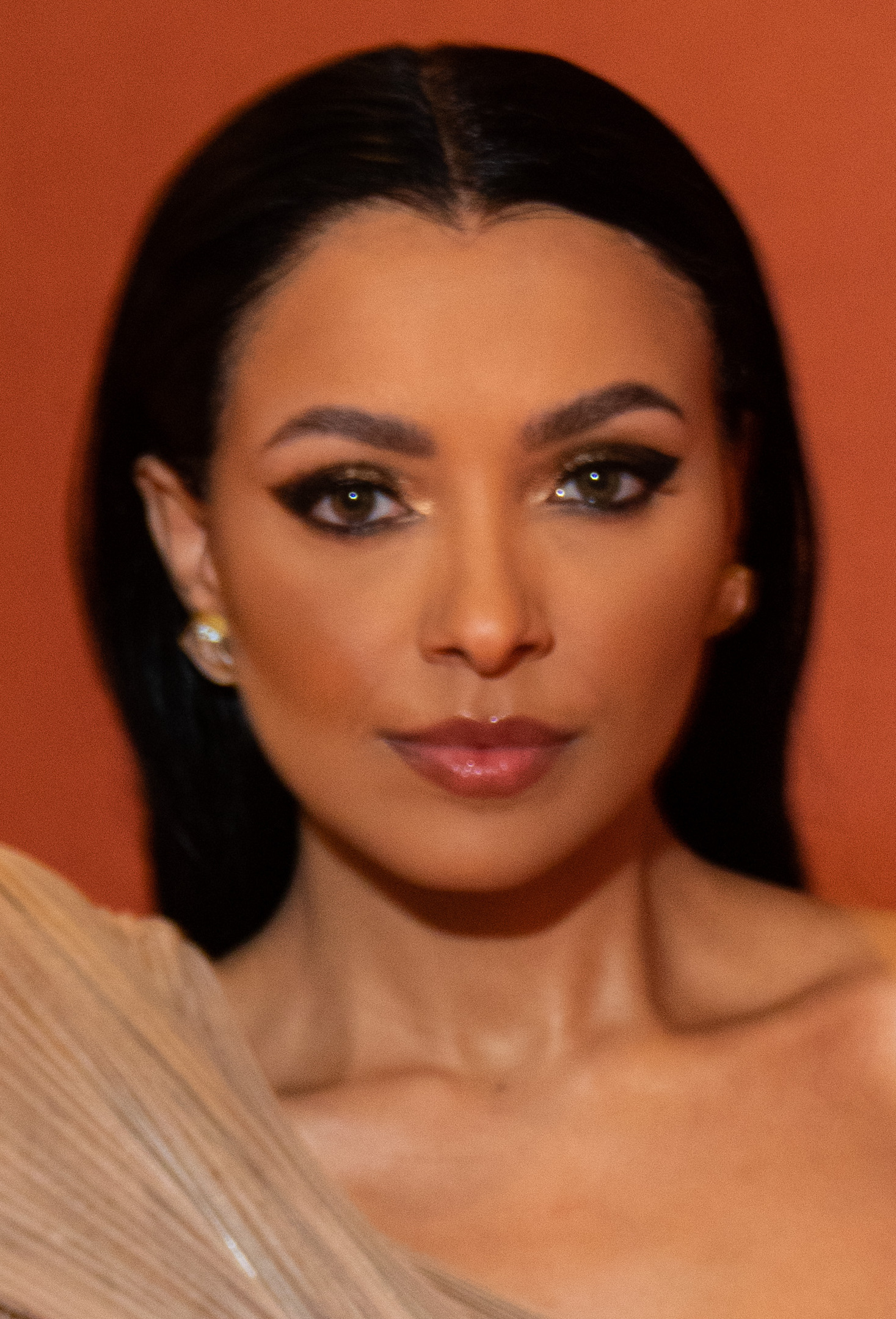
Катерина Грэм 2023

7 июня 2023 года Грэм объявила о выходе своей будущей книги по самопомощи под названием «Времена года для тебя». Книга была выпущена 14 ноября того же года.

## Личная жизнь

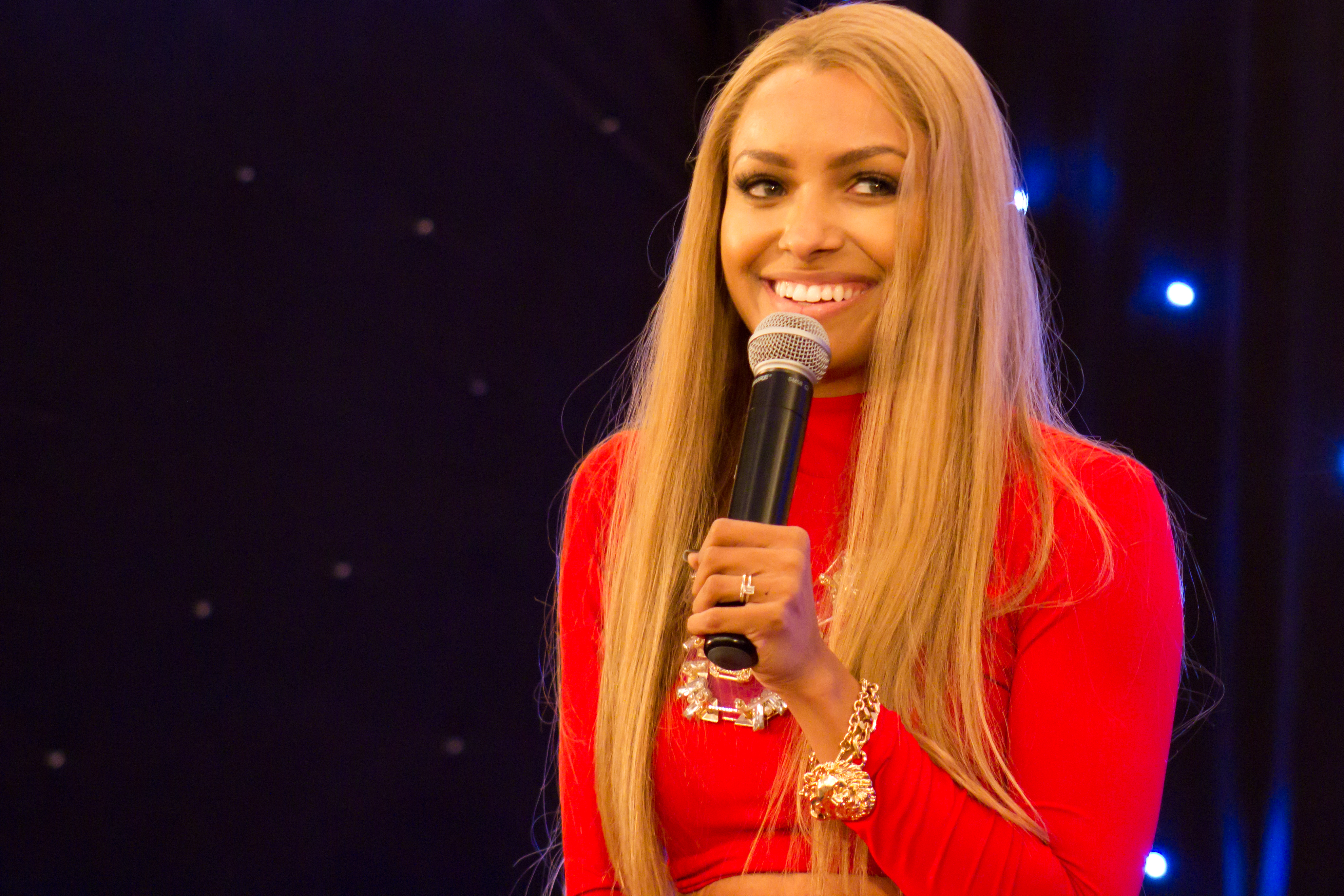
2013

С 2008 года встречалась с Коттреллом Гидри, с которым была помолвлена в октябре 2012 года. В декабре 2014 года пара рассталась. С 2017 года встречалась с продюсером и режиссёром Дарреном Жене. В 2022 году пара обручилась. В июле 2023 года стало известно, что пара рассталась.

## Фильмография

### Фильмы
| Год  |     | Русское название          | Оригинальное название                               | Роль          |
| ---- | --- | ------------------------- | --------------------------------------------------- | ------------- |
| 1998 | ф   | Ловушка для родителей     | The Parent Trap                                     | Джекки        |
| 2004 | ф   | Каникулы Джонсонов        | Johnson Family Vacation                             | танцовщица    |
| 2007 | тф  | Ад на Земле               | Hell on Earth                                       | Фелиция       |
| 2008 | тф  | Наше первое Рождество     | Our First Christmas                                 | Берни         |
| 2010 | ф   | Папе снова 17             | 17 Again                                            | Джейми        |
| 2011 | ф   | Соседка по комнате        | The Roommate                                        | Ким Джонсон   |
| 2011 | ф   | Лапочка 2: Город танца    | Honey 2                                             | Мария Рамирес |
| 2011 | в   | Танец Фу                  | Dance Fu                                            | Чака Лавбелл  |
| 2012 | ф   | Город Буги                | Boogie Town                                         | Ингрит        |
| 2014 | ф   | Зависимость               | Addicted                                            | Даймонд       |
| 2014 | кор |                           | Muse                                                | Мьюз          |
| 2017 | ф   | 2pac: Легенда             | All Eyez on Me                                      | Джада Пинкетт |
| 2017 | ф   | Где деньги                | Where’s the Money                                   | Алисия        |
| 2017 | ф   | Как это заканчивается     | How It Ends                                         | Саманта       |
| 2018 | ф   | Праздничный календарь     | The Holiday Calendar                                | Эбби Саттон   |
| 2019 | ф   | Ядовитая роза             | The Poison Rose                                     | Роуз          |
| 2020 | ф   | Город головорезов         | Cut Throat City                                     | Демира        |
| 2020 | ф   | Император                 | Emperor                                             | Долорес       |
| 2020 | ф   | Подарки с неба            | Operation Christmas Drop                            | Эрика Миллер  |
| 2022 | ф   | Жара                      | Heatwave                                            | Клэр Валенс   |
| 2022 | ф   | Столкновение              | Collide                                             | Тамира        |
| 2022 | ф   | Любовь на вилле           | Love in the Villa                                   | Джули Хаттон  |
| 2022 | мф  | Эволюция Черепашек-ниндзя | Rise of the Teenage Mutant Ninja Turtles: The Movie | Эйприл О’Нил  |

### Сериалы
| Год       |    | Русское название           | Оригинальное название                    | Роль            |
| --------- | -- | -------------------------- | ---------------------------------------- | --------------- |
| 2002      | с  | Лиззи Магуайер             | Lizzie McGuire                           | член отряда     |
| 2003      | с  | Малкольм в центре внимания | Malcolm in the Middle                    | Вэл             |
| 2003      | с  | Сильное лекарство          | Strong Medicine                          | Эшли Коллинз    |
| 2004      | с  | Новая Жанна д’Арк          | Joan of Arcadia                          | Энджела         |
| 2004      | с  | Как одна семья             | Like Family                              | девушка         |
| 2004      | с  | Основа для жизни           | Grounded for Life                        | Лора            |
| 2006      | с  | Одинокие сердца            | The O.C.                                 | Ким             |
| 2006      | с  | C.S.I.: Место преступления | CSI: Crime Scene Investigation           | Тиша            |
| 2007      | с  | Университет                | Greek                                    | танцовщица      |
| 2008—2009 | с  | Ханна Монтана              | Hannah Montana                           | Эллисон         |
| 2009—2017 | с  | Дневники вампира           | The Vampire Diaries                      | Бонни Беннетт   |
| 2015      | с  | Сталкер                    | Stalker                                  | Кристина Харпер |
| 2018—2020 | мс | Эволюция Черепашек-ниндзя  | Rise of the Teenage Mutant Ninja Turtles | Эйприл О’Нил    |
| 2020—2022 | мс | Тролли: Троллетопия        | Trolls: TrollsTopia                      | Ритм и Блюз     |

## Дискография

### Альбомы
- 2012 — Against the Wall (EP)
- 2015 — Roxbury Drive
- 2017 — Love Music Funk Magic
- 2022 — Long Hot Summer

### Синглы
- 2010 — «I Want It All»
- 2010 — «Sassy»
- 2010 — «Cold Hearted Snake»
- 2012 — «Put Your Graffiti on Me»
- 2012 — «Wanna Say»
- 2013 — «Power»
- 2015 — «1991»
- 2015 — «Secrets» (featuring Babyface)
- 2016 — «All Your Love»
- 2017 — «Sometimes»
- 2018 — «If Eye Could Get UR Attention»
- 2021 — «SWIM» (как Toro Gato)
- 2022 — «Oprah Rich»
- 2022 — «Long Hot Summer»